# 朱載增 (益王)
益昭王朱載增（1516年—1546年）是益恭王朱厚炫的长子，母亲是王妃吳氏。
朱載增为宪宗的第一个曾孙。朱厚炫初封崇仁王，他于1527年受封為崇仁長子。1546年去世。后来朱厚炫袭封益王，死后由朱載增的嫡長子朱翊鈏襲祖爵為益宣王，朱載增被追封為益昭王。
其王妃是益昭王妃郑氏。

## 子孫
- 嫡長子：益宣王朱翊鈏，號潢南
- 第二子：鎮國將軍朱翊錪[2]，號允南[來源請求]
  - 第一子：輔國將軍朱常涇[3]
    - 第一子：奉國將軍朱由柔[3][4]
    - 第二子：奉國將軍朱由𬂪[4]
    - 第三子：奉國將軍朱由郴[4]

  - 第二子：輔國將軍朱常淣[3]
    - 第一子：奉國將軍朱由柅[3][4]
    - 第二子：奉國將軍朱由[3]

  - 第三子：輔國將軍朱常滀[3]
  - 孫：奉國將軍朱由⿰木許[4][5]
  - 孫：奉國將軍朱由⿰木勛[4][5]
  - 第四子：輔國將軍朱常湄[3]
    - 第一子：奉國將軍朱由輠[3]，一作「朱由棵」[4]
    - 第二子：奉國將軍朱由橡[4]
    - 第二子：奉國將軍朱由⿰木蕃[4]
- 第三子：庶宗朱翊鍳，只封冠帶[2]
  - 第一子：庶宗朱常洑[3]
    - 第一子：庶宗朱由橜[3]
    - 第二子：庶宗朱由榟[3]
- 第四子：鎮國將軍朱翊鍾，號鳳南[來源請求]
  - 第一子：輔國將軍朱常派[3]
    - 第一子：奉國將軍朱由樤[3][4]
    - 第二子：奉國將軍朱由柋[3][4]
    - 第三子：奉國將軍朱由桑[3][4]
    - 第四子：奉國將軍朱由梨[3][4]
    - 第五子：奉國將軍朱由櫪[4]
    - 第六子：奉國將軍朱由𣚅[4]

  - 第二子：輔國將軍朱常霔[3]
    - 第一子：奉國將軍朱由𠏉[3][4]
    - 第二子：奉國將軍朱由𣠭[4]
    - 第三子：奉國將軍朱由𣖭[4]

  - 第三子：輔國將軍朱常茫[3]
    - 第一子：奉國將軍朱由𣕇[3][4]
    - 第二子：奉國將軍朱由栵[3][4]
    - 嫡六子：奉國將軍朱由𣖡，萬曆三十一年（1603年）賜名[6]

  - 第四子：輔國將軍朱常澏[3]
    - 第一子：奉國將軍朱由杉[3][4]
    - 第二子：奉國將軍朱由栘[4]

  - 第五子：朱常㴈，早卒，未封[3]
  - 第六子：輔國將軍朱常㳬[3]
    - 第一子：奉國將軍朱由⿰木新[3][4]

  - 第七子：輔國將軍朱常𣷫[3]